# Małec
Małec est une localité polonaise, siège de la gmina de Radgoszcz, située dans le powiat de Dąbrowa en voïvodie de Petite-Pologne.